# コーラルアイルモータース
コーラルアイルモータースは、かつて沖縄県に存在した輸入車を主に取り扱う自動車ディーラー。フォードブランド車の沖縄総代理店であった。

## 概要
創業や廃業の時期は不明だが、昭和48年4月に行われた第71回国会における予算委員会第17号の議事録によると、「キャンプ桑江のPXからの委託を受け、在日米軍兵士と軍属・その家族に対し、本国帰還前に本国で使用する新車の予約購入が出来る様に新車展示を行ったり事務所を設けている」といった趣旨の報告がされている。
沖縄県の本土復帰後は日本自動車輸入組合（以下、JAIA）に加盟し、近鉄モータースやニューエンパイヤモーターなどと共にフォード車の型式認定を受けている。
オートラマにも参加して日本フォード車の販売も行っていたが、1990年5月にJAIAを脱退。浦添市にあった店舗もそれより早い時期に閉鎖された。